# Abroad with Two Yanks
Pour plus de détails, voir Fiche technique et Distribution.
Abroad with Two Yanks est un film américain réalisé par Allan Dwan, sorti en 1944.

## Synopsis
Comme leur transport de troupes approche des côtes australiennes, les Marines Biff Koraski et Jeff Reardon planifient leurs conquêtes féminines une fois à terre. Comme Jeff arrive souvent à séduire les petites amies de Biff, celui-ci décide de lui cacher son rendez-vous avec Joyce Stuart, une jolie Australienne, qui veut le remercier d'avoir sauvé Cyril North, un ami de sa famille. 
Leur compétition pour gagner les faveurs de Joyce va arriver à un tel point qu'ils vont se retrouver en prison militaire. 

## Fiche technique
- Titre original : Abroad with Two Yanks
- Réalisation : Allan Dwan
- Scénario : Wilkie C. Mahoney, Charley Rogers
- Producteur : Edward Small
- Direction artistique : Joseph Sternad
- Décors : Edward G. Boyle
- Costumes : Odette Myrtil
- Photographie : Charles Lawton
- Son : Frank Webster
- Montage : Richard Heermance (en)
- Production déléguée : Edward Small
- Société de production : Edward Small Productions
- Société de distribution : United Artists
- Pays de production :  États-Unis
- Langue originale : anglais
- Format : Noir et blanc  — 35 mm — 1,37:1 — son mono
- Genre : Comédie
- Durée : 80 minutes
- Dates de sortie : États-Unis : 24 juillet 1944

## Distribution
- William Bendix : Biff Koraski
- Helen Walker : Joyce Stuart
- Dennis O'Keefe : Jeff Reardon
- John Loder : Cyril North
- George Cleveland : Roderick Stuart
- Janet Lambert (en) : Alice
- James Flavin : Sergent Wiggins
- Arthur Hunnicutt : Arkie